# Quintus Fufius Calenus
Quintus Fufius Calenus (geboortedatum onbekend, gestorven 40 v.C.), was een Romeins politicus die zich duidelijk aan de kant van de populares (rivalen van de optimates) situeerde, de partij waar onder anderen ook Julius Caesar toe behoorde. Zijn carrière trad dan ook vooral op de voorgrond wanneer Caesar, of na diens dood Marcus Antonius, een belangrijke rol op het politieke schouwtoneel gingen opeisen.

## Loopbaan
Zijn loopbaan begon als verantwoordelijke voor de muntslag van 70 tot 68 v.C. In 61 v.C. verdedigde hij, in de functie van volkstribuun, Clodius, die in opspraak was geraakt en van heiligschennis werd beschuldigd door het Bona Dea-schandaal en bekwam diens vrijspraak door een wetswijziging in de senaat door te voeren aangaande de verkiezing van de magistraten die Clodius moesten berechten.
In 59 v.C. was hij praetor tijdens het consulaat van Caesar en Bibulus (en het triumviraat van Caesar, Pompeius en Crassus). Als praetor voerde hij de lex Fufia in, die inhield dat de drie ‘standen’ of ordines die elke rechtszaak behandelden (senatoren, equites en tribuni aerarii) hun stemmen apart moesten laten optekenen, wat als gevolg had dat men kon zien hoe de verschillende ordines gestemd hadden, hoewel de individuele stemmen toch geheim bleven. Dit liet een zekere mate van controle op de stemming toe, en maakte zodoende omkoping in rechtszaken iets minder waarschijnlijk.
In 52 v.C. stelde hij zich na de moord op Clodius als aanklager tegenover diens moordenaar Titus Annius Milo, die door Cicero verdedigd werd. Milo werd uiteindelijk verbannen.

## Caesar en Pompeius
Het jaar daarop diende hij onder Caesar in Gallië. Bij het uitbreken van de burgeroorlog tussen Caesar en de door de senaat gesteunde Pompeius, koos hij eenduidig partij voor Caesar. Na als legaat van Caesar in Spanje gevochten te hebben, kreeg hij de opdracht diens troepen vanuit Brundisium over de Adriatische Zee naar Griekenland over te brengen. Na maandenlang aarzelen en na grote gevaren en tegenslagen, bracht hij die opdracht uiteindelijk samen met Marcus Antonius tot een goed einde (hoewel het grootste deel van de vloot verloren ging, maar pas nadat het gros van de troepen overgezet was) en droeg zo in grote mate bij tot het militaire succes van Caesar in de Griekse veldtocht tegen Pompeius, die met diens overwinning in de slag bij Pharsalus in 48 v.C. bekroond werd. Tijdens en na die Griekse veldtocht onderwierp en bestuurde Calenus Griekenland, tot hij door Caesar, uit erkentelijkheid voor zijn hulp, samen met Publius Vatinius met het consulaat voor het jaar 47 v.C. beloond werd (althans voor de laatste maanden van dat jaar, de echte macht lag overigens bij Caesar).

## Moord op Caesar
Na de moord op Caesar in 44 v.C. was hij, vooral in 43 v.C., de meest gedreven tegenstander van Cicero (die op zijn beurt een grote vijand van Marcus Antonius was) in de senaat. Hij bleef in nauw contact met Marcus Antonius tijdens de jaren na de moord op Caesar, die door grote politieke instabiliteit getekend werden. Er was namelijk niet alleen de oorlog van het triumviraat Antonius-Octavianus-Lepidus (een triumviraat dat overigens pas in november 43 v.C. gesloten werd, meer dan anderhalf jaar na de moord op Caesar...) tegen Brutus en Cassius (de voornaamsten van Caesars moordenaars, gesteund door Cicero en een groot deel van de senaat), maar ook Sextus Pompeius (een zoon van de verslagen Pompeius) was nog actief, en binnen de verschillende kampen waren intriges en alliantiewissels aan de orde van de dag. Zo was bijvoorbeeld de verstandhouding en het vertrouwen tussen de latere triumviri Marcus Antonius en Caesars adoptiefzoon Octavianus belabberd en het kwam zelfs tot schermutselingen tussen hun troepen (bijvoorbeeld de slag bij Mutina in 43 v.C., waar Octavianus -tijdelijk- de kant van Caesars moordenaars koos, deels wegens pogingen van Cicero om Antonius en Octavianus tegen elkaar uit te spelen) nog voor Brutus en Cassius in 42 v.C. bij Philippi door het triumviraat waren verslagen. Cicero was intussen door de (weer tijdelijk verzoende) triumviri op de proscriptielijsten gezet en vermoord. Calenus kon door zijn invloed verhinderen dat de bejaarde Marcus Terentius Varro hetzelfde lot onderging.

## Bondgenoot
Gedurende die woelige periode ontpopte Calenus zich tot een trouwe bondgenoot van Marcus Antonius. Hij probeerde zo goed als mogelijk een burgeroorlog tussen Marcus Antonius en Octavianus te vermijden, en lag daarom aan de basis van verschillende vredesinitiatieven en een gezantschap van de senaat naar Antonius in 43 v.C.. Zijn hoofddoel was de vrede te bewaren en Marcus Antonius een terugkeer in de normale Romeinse politiek te bezorgen met behoud van zijn waardigheid of dignitas. Daarvoor was hij zelfs bereid op eigen initiatief Dolabella (een onvoorspelbare en blijkbaar psychopathische medestander, die vaak van politiek kamp was gewisseld) tot staatsvijand te verklaren nadat in Rome bekend werd dat Dolabella in Syrië Trebonius (een van Caesars moordenaars) zonder vorm van proces had laten doodfolteren. Door dat te doen probeerde Calenus van Marcus Antonius een voor de senaat aanvaardbaar figuur te maken als contrast met de losgeslagen Dolabella. Ook werden zo Cicero en de senaat (die Dolabella ongetwijfeld zelf tot staatsvijand hadden willen verklaren, als het even kon met Marcus Antonius erbij!) de wind uit de zeilen genomen en konden ze Marcus Antonius niet meer over dezelfde kam scheren. Vooral Cicero was er steeds op gebrand Antonius tot staatsvijand uitgeroepen te krijgen en bij die pogingen was Calenus hem in de senaat constant een doorn in het oog.
Ook verzette Calenus zich tegen de restauratie van de optimates, tegen het bekleden van Brutus en Cassius met ambten (zo wilde hij de strijd tegen Dolabella niet aan Cassius overlaten) en tegen de intrekking van Caesars wetten na de moord op Caesar en probeerde hij het ‘Caesariaans bewustzijn’ in de senaat hoog te houden. Zijn programma omschreef hij zelf als “het verzekeren van leven en welzijn van iedere (Romeinse) burger”.
Met het beleg van Perusia in 41 v.C. kwamen Marcus Antonius en Octavianus weer in open conflict met elkaar. Toen oorlog tussen Marcus Antonius en Octavianus ondanks al zijn inspanningen toch onvermijdelijk leek, schaarde Calenus zich aan de kant van Marcus Antonius en voerde voor hem in 40 v.C. het bevel over 11 legioenen in Gallia Cisalpina, toen hij in de zomer van dat jaar plotseling overleed. Zijn zoon droeg de troepen toen zonder slag of stoot over aan Octavianus, wat voor Antonius een grote tegenslag was die hem de controle over het westen van het Romeinse rijk kostte. De dood van Calenus was een van de beslissende factoren die de machtsstrijd tussen Antonius en Octavianus negen jaar later in het voordeel van deze laatste zouden beslechten.